# Aspidosperma cylindrocarpon
Aspidosperma cylindrocarpon är en oleanderväxtart som beskrevs av Müll.Arg.. Aspidosperma cylindrocarpon ingår i släktet Aspidosperma och familjen oleanderväxter. Inga underarter finns listade i Catalogue of Life.